# 雅各布·赫爾曼
雅各布·赫爾曼（Jakob Hermann，1678年7月16日—1733年7月11日），生於瑞士巴塞爾，是一位傑出的數學家。有關於經典力學的問題是他的專門研究之一。他可能是最先表明拉普拉斯-龍格-冷次向量守恆的科學家：在反平方連心力作用下，拉普拉斯-龍格-冷次向量是一個運動常數。
赫爾曼的啟蒙老師是雅各布·白努利。1695 年，他畢業於巴塞爾大學。1701 年，普魯士王國立國那年，赫爾曼被遴選為柏林科學院 (Academy of Berlin) 的院士。1707 年，因為數學大師萊布尼茨的推薦，他任職於義大利的帕多瓦大學 (University of Padua) ，專門教授數學。1713 年，他又搬到德國奧德河畔法蘭克福居住。1724 年，他被聘請為聖彼得堡科學院的高等數學教授；成為彼得二世·阿列克謝耶維奇（彼得大帝的孫子）的數學老師。1730 年1月30日，彼得二世在大喜之日，因痪天花駕崩。隔年，赫爾曼告老還鄉，返回巴塞爾大學當倫理學與自然定律學教授。
赫爾曼逝世於 1733 年．那年，他當選為法國科學院 (French Academy of Sciences) 的院士。
赫爾曼是萊昂哈德·歐拉的遠親。

## 外部連結
- 約翰·J·奧康納; 埃德蒙·F·羅伯遜, ,  （英语）